# Fakir Nandihalli, Savanur
Fakir Nandihalli là một làng thuộc tehsil Savanur, huyện Haveri, bang Karnataka, Ấn Độ.